# NATD1
NATD1 (англ. N-acetyltransferase domain containing 1) – білок, який кодується однойменним геном, розташованим у людей на 17-й хромосомі. Довжина поліпептидного ланцюга білка становить 113 амінокислот, а молекулярна маса — 13 032.
| 10         |  | 20         |  | 30         |  | 40         |  | 50         |
| ---------- |  | ---------- |  | ---------- |  | ---------- |  | ---------- |
| MAHSAAAVPL |  | GALEQGCPIR |  | VEHDRRRRQF |  | TVRLNGCHDR |  | AVLLYEYVGK |
| RIVDLQHTEV |  | PDAYRGRGIA |  | KHLAKAALDF |  | VVEEDLKAHL |  | TCWYIQKYVK |
| ENPLPQYLER |  | LQP        |  |            |  |            |  |            |

A: Аланін

C: Цистеїн

D: Аспарагінова кислота

E: Глутамінова кислота

F: Фенілаланін

G: Гліцин

H: Гістидин

I: Ізолейцин

K: Лізин

L: Лейцин

M: Метіонін

N: Аспарагін

P: Пролін

Q: Глутамін

R: Аргінін

S: Серин

T: Треонін

V: Валін

W: Триптофан